# Narodi svijeta A
Poluotok Tajmir
A
A Che. Ostali nazivi:
- Lokacija: Yunnan, Kina;
- Jezik/porijeklo: Lolo ili Yi, tibetsko-burmanska grupa.
- Populacija (2007): 39,000.
- Kultura:
- Vanjske poveznice: A Che of China

Abadzehi.
- Lokacija:
- Jezik/porijeklo: pripdaju Čerkezima
- Populacija:
- Kultura:
- Vanjske poveznice:

Abayon. Ostali nazivi: Abanyom
- Lokacija: Cross River, Nigerija
- Jezik/porijeklo: benue-kongoanski narodi
- Populacija:  12,500 (1986).
- Kultura:
- Vanjske poveznice:

Abazini. Ostali nazivi: Abaza, Ashvy (abhaski naziv).
- Lokacija:
- Jezik/porijeklo:
- Populacija (2007):
- Vanjske poveznice:

 Abedal →Kakadu 
Abenaki. Ostali nazivi: Abnaki
- Lokacija: Maine, Kanada. Plemena: Amaseconti, Androscoggin, Kennebec, Maliseet, Ouarastegouiak, Passamaquoddy, Patsuiket, Penobscot, Pigwacket, Rocameca, Sokoni, Wewenoc.
- Jezik/porijeklo: abenaki-penobscot, Algonkinski narodi
- Populacija:
- Vanjske poveznice:

Abhazi. Ostali nazivi: apsua (vlastito ime), aigba i mdauei (Karačajevci, Kabardinci), baskhyg (Ubihi), mephaz (Svani), aphaza (Mingreli), apkhazi (Gruzi), abaza (Turci).
- Lokacija:
- Jezik/porijeklo:
- Populacija (2007):
- Kultura:
- Vanjske poveznice:

Aboridžini. Ostali nazivi:
- Lokacija: Australija
- Jezik/porijeklo: australski jezicima (danas 263), čine nekoliko porodica: Bunaba, Daly, Djamindjunga, Enindhilyagwa, Garawa, Giimbiyu, Gunwinggu, Laragiya, Limilngan-Wulna, Mara, Nyulnyul, Pama-Nyunga, Tiwi, Umbugarla-Ngumbur, West Barkly, Worora, Yiwaidja
- Populacija :
- Kultura: lovci i sakupljači. Organizacija po klanovima (osim plemena Baad), tjelesna sakaćenja. Tradiciono žive po privremenim skloništima.
- Vanjske poveznice: Australian Aboriginals

Abua. Ostali nazivi: Odual
- Lokacija: Rivers, Nigerija
- Jezik/porijeklo: benue-kongoanski narodi
- Populacija: 25,000 (1989 Faraclas).
- Kultura:
- Vanjske poveznice:

 Acawai →Akawai
Achagua. Ostali nazivi:
- Lokacija: Rio Meta kod Puerto Gaitana.
- Jezik/porijeklo: Arawak.
- Populacija: 400 (1994 SIL)
- Kultura:
- Vanjske poveznice:

Achipa. Ostali nazivi: Achipawa
- Lokacija: Kebbi, Nigerija
- Jezik/porijeklo: benue-kongoanski narodi
- Populacija: 25,000 istočnih i zapadnih.
- Kultura:
- Vanjske poveznice:

Achomawi. Ostali nazivi: Achumawi
- Lokacija: Kalifornija
- Jezik/porijeklo: jezik achomawi, Palaihni.
- Populacija:
- Kultura:
- Vanjske poveznice:

Achuale. Ostali nazivi: Achual
- Lokacija: Ekvador
- Jezik/porijeklo: Jivaro.
- Populacija: 2,000 u 7 sela u Ekvadoru; 3,000 do 3,500 u Peru (1981 G. Fast SIL; rijeke Morona, Macusari, Tigre, Huasaga i Corrientes); ukupno 5,000 do 5,500.
- Kultura:
- Vanjske poveznice:

Ačeh. Ostali nazivi: Atjeh, Aceh; Acehnese ili Achinese (engleski),
- Lokacija: sjever Sumatre, Indonezija
- Jezik/porijeklo: jezik aceh, ima dijalekte banda aceh, baruh, bueng, daja, pase, pidie (pedir, timu), tunong. Malajsko-polinezijski narodi, grana austronezijske porodice naroda.
- Populacija (2007): 3,743,000
- Kultura: ribari i farmeri, obrtnici (metal). Žive u kampong-selima. Kuće podignute na pilonima 2 metra iznad tla. Matrilokalni, i žene i muškarci nose sarong. Vjera muslimanska.
- Vanjske poveznice:

Adai. Ostali nazivi:
- Lokacija:
- Jezik/porijeklo: jezik adai, samostalna porodica
- Populacija (2007):
- Kultura:
- Vanjske poveznice:

Adamawa-ubangijski narodi, jedna od 9 grana Niger-kongoanskih naroda.
Adi. Ostali nazivi:
- Lokacija: Arunachal Pradesh, Indija i otoku Majuli na Brahmaputri, nadalje u jugoistočnom Tibetu, Kina.
- Jezik/porijeklo: jezik skupine tani, tibetsko-burmanski narodi. podijeljeni su na niz naroda koji se služe njihovim dijalektima. Predstavnici ove skupine su: Abor, Adi, Adi Gallong, Adi Minyong, Adi Padam, Adi Pasi, Ashing, Bagi, Bangni, Bogum, Bokar, Bomdo, Bori, Dafla, Galong, Janbo, Karka, Komkar, Kongbo, Libo, Miguba, Millang, Millang Abor, Minyong, Muktum, Nishang, Nissi, Nonong, Padam, Pailibo, Pangi, Pasi, Pongkong, Ramo, Simong, Siram, Tagin, Tagin Bangni, Tanggam i 10 skupina poznatih kao Tangsa.
- Populacija (2007): 457,000 svih Adija, od toga 37,000Adi u užem smislu. Svih 110,000 Indija (1997 BSI);  1,088 kina (1999 Ouyang Jueya).
- Kultura:
- Vanjske poveznice:

Adigejci. Ostali nazivi: Адыги (ruski)
- Lokacija: Adigeja, Rusija
- Jezik/porijeklo: čerkeski, kavkaski narodi
- Populacija (2007):
- Kultura:
- Vanjske poveznice:

Adim. Ostali nazivi:
- Lokacija:  Cross River, Nigerija
- Jezik/porijeklo: dijalekt jezika agwagwune, benue-kongoanski narodi
- Populacija (2007):
- Kultura:
- Vanjske poveznice:

Adun. Ostali nazivi:
- Lokacija:  Cross River, Nigerija
- Jezik/porijeklo: dijalekt jezika cross river mbembe, benue-kongoanski narodi
- Populacija (2007):
- Kultura:
- Vanjske poveznice:

Adynyamathanha →Wailpi
Adžarci. Ostali nazivi:  Adžarcy (Аджарцы; ruski)
- Lokacija: Adžarija
- Jezik/porijeklo: gruzijski jezik kartvelska porodica
- Populacija (2007):
- Kultura:
- Vanjske poveznice:

Aeta. Ostali nazivi: Ayta, Agta, Atta (Ata), Ati, Ita.
- Lokacija: otok Luzon, Filipini
- Jezik/porijeklo: klasificiraju se malajsko-polinezijskim govornicima. Negriti, planinski narod niskog rasta, kovrčaste kose, prčastog nosa, velikih crnih očiju i tamne puti. Možda najstariji stanovnici Filipina.
- Populacija (2007):
- Kultura: Lovci (luk i strijela) i ribari
- Vanjske poveznice: Aeta

Afar. Ostali nazivi: Danakil
- Lokacija: Džibuti (373,000), Eritreja (209,000), Etiopija (1,003,000), Somalija (75,000)
- Jezik/porijeklo: jezik kušitski, pripadaju Kušitima. Smatra ih se za potomke noinog sina Hama. Srodni sa Saho.
- Populacija (2007): 1,659,000u četiri države
- Kultura: nomadi, pastiri
- Vanjske poveznice:

Affade. Ostali nazivi: Afade
- Lokacija:  Borno, Nigerija
- Jezik/porijeklo: Čadski narodi
- Populacija: 20,000 ili manje Nigerija (1989 SIL), Kamerun
- Kultura:
- Vanjske poveznice:

Afganci. Ostali nazivi: Paštuni
- Lokacija: Afganistan
- Jezik/porijeklo: iranski
- Populacija (2007):
- Kultura:
- Vanjske poveznice:

Afizere. Ostali nazivi: Jarawa, Afizarek, Afudelek, Fizere, Feserek, Fezere, Hill Jarawa, Jarawan Dutse.
- Lokacija: Plateau, Bauchi, Kaduna, Nigerija
- Jezik/porijeklo: jezik izere, benue-kongoanski narodi
- Populacija: 50,000 (1993 SIL).
- Kultura:
- Vanjske poveznice:

Afo. Ostali nazivi:
- Lokacija: Plateau, Nigerija
- Jezik/porijeklo: jezik afo, benue-kongoanski narodi
- Populacija: 25,000 (SIL)
- Kultura:
- Vanjske poveznice:

Agavotokueng. Ostali nazivi: Agavotaguerra
- Lokacija: Mato Grosso
- Jezik/porijeklo: izolirani, ili porosdica arawak.
- Populacija: 100 (1986 SIL).
- Kultura:
- Vanjske poveznice:

Agbo. Ostali nazivi:
- Lokacija: Cross River, Nigerija
- Jezik/porijeklo: jezik legbo, benue-kongoanski narodi
- Populacija: 60,000 (1989)
- Kultura:
- Vanjske poveznice:

Aguacatec. Ostali nazivi: Aguacateco
- Lokacija: zapadni Huehuetenango, Gvatemala
- Jezik/porijeklo: Maya.
- Populacija: 16,700 (1990 SIL).
- Kultura:
- Vanjske poveznice:

Aguano. Ostali nazivi: Achumawi
- Lokacija: donja Huallaga i gornja Samiria, Peru. U Santa Cruz de Huallaga živi 40 obitelji koje više ne govore svojim jezikom, ali su članovi etničke grupe.
- Jezik/porijeklo: nekalsificirani
- Populacija:
- Kultura:
- Vanjske poveznice:

Aguaruna. Ostali nazivi:
- Lokacija: rijeka Marañon, Potro, Mayo i Cahuapanas, Peru
- Jezik/porijeklo: Jivaro.
- Populacija: 25,000 do 30,000 (1991 SIL).
- Kultura: lov, ribolov, agrikultura
- Vanjske poveznice:

Aguli. Ostali nazivi: Агулы (ruski), agiul shui (vlastito ime)
- Lokacija:
- Jezik/porijeklo: lezginski narodi
- Populacija (2007):
- Kultura:
- Vanjske poveznice:

Agwamin →Ewamin
Aghu Tharnggalu
Aht →Nootka
Ahtena. Ostali nazivi: Ahtna-khotana
- Lokacija: Aljaska
- Jezik/porijeklo: ahtena, déné
- Populacija (2007):
- Kultura:
- Vanjske poveznice:

Ahvahci. Ostali nazivi: Akhvakhs (engleski), Ashvado (endonim), Ghakhyevalá (Avarci), Ахвахцы (ruski)
- Lokacija:
- Jezik/porijeklo: ashvalkhi mitskhtskhi, Avarsko-andodidojski narodi
- Populacija (2007):
- Kultura: ratari i stočari. Muslimanskwe vjera.
- Vanjske poveznice:

Ainu. Ostali nazivi:
- Lokacija: Kurili, Hokaido
- Jezik/porijeklo:
- Populacija (2007):
- Kultura:
- Vanjske poveznice:

Airiman. Ostali nazivi:
- Lokacija: Sjeverni teritorij, Australija
- Jezik/porijeklo: australski.
- Populacija (2007):
- Vanjske poveznice:

Ais. Ostali nazivi:
- Lokacija: Florida
- Jezik/porijeklo: ais, taino-arawak (?)
- Populacija: †
- Kultura:
- Vanjske poveznice:

Ajabakan. Ostali nazivi: Aiabakan, Bakanu, Baganu.
- Lokacija: Queensland, Australija
- Jezik/porijeklo: australski.
- Populacija (2007):
- Kultura:
- Vanjske poveznice:

Ajabatha. Ostali nazivi: Aiabadu, Aiyaboto, Jabuda, Koka Ai-ebadu, Aiebadu, Koko Aiebadu, Kikahiabilo
- Lokacija: Queensland, Australija
- Jezik/porijeklo: australski, porodica Pama-Nyunga.
- Populacija: 6 (?) (1981 Wurm and Hattori).
- Kultura;
- Vanjske poveznice:

Ajmak. Ostali nazivi: Aymak, Aimak, Chahar Aimak
- Lokacija: Afganistan, Iran
- Jezik/porijeklo: iranski jezik aimak. Izvorno se satoje od 4 plemena: Taimani (Tajmani), Firozkohi, Timuri i Jamshidi (Džamšidi) koji su se dalje dijelili na kojih 250 pod-plemena.
- Populacija (2007): 1,562,000 svih 6 plemena: Taimani (473,000 u Afganistanu), Timuri (293,000 u Iranu i Afganistanu), Džamšidi (131,000), Hazara (191,000, Afganistan i Tadžikistan), Firozkohi (236,000, Afganistan) i Chahar Aimak (239,000, Afganistan)
- Kultura: nomadi, pastiri
- Vanjske poveznice:

Ajsori, ostali nazivi Asirijci (Assyrians), Aisori (ruski naziv), Asirci, Sirijaci.
- Lokacija: u 24 države, pretežno Irak (154,000), Iran (93,000), SAD (63,000), Turska (40,000), Sirija (41,000), Australija (26,000), Libanon (19,000), Rusija (14,000), Gruzija (13,000), Armenija (4,900).
- Jezik/porijeklo: semitskog porijekla, jezik asirski novoaramejski ili sirijački. Vjeruju da su akadskog porijekla. Djeci često daju stara imena Ashur, Sargon, Shamiram, Nineveh, Ninos, Nimrod, i druga.
- Populacija (2007): 513,000.
- Kultura:
- Vanjske poveznice: Assyrians

Akaju-Ndem. Ostali nazivi: Akajuk, Ekajuk
- Lokacija: Cross River, Nigerija
- Jezik/porijeklo: jezik legbo, benue-kongoanski narodi
- Populacija: 30,000 (1986 Asinya).
- Kultura:
- Vanjske poveznice:

Akawai. Ostali nazivi: Acawai, Akawáio
- Lokacija: Brazil, Gvajana, Venezuela (država Bolivar)
- Jezik/porijeklo: acawai, porodica karib.
- Populacija: 3,800 u Gvajani (1990 J. Forte); 500 u Brazilu; nešto u Venezueli
- Kultura:
- Vanjske poveznice:

Aklanon. Ostali nazivi:
- Lokacija: provincija Aklan, Filipini
- Jezik/porijeklo: aklanon, pripada široj skupini visayan, malajsko polinezijski jezici.
- Populacija (2007): 568,000
- Kultura: agrikultura (riža i kukuriz), ribari, plantaže kokosovih oraha i banana. Glazbeni instrumenti: glinena flauta tatlong palong, bunkaka, zvečka-lipak-pak,  kudyapi-violina, etc. Kuće kako kod Visayana.
- Vanjske poveznice: Aklanon  Arhivirana inačica izvorne stranice od 5. lipnja 2015. (Wayback Machine)

Akoonkool →Kokomini
Akroa. Ostali nazivi: Acroa
- Lokacija: Bahia, Brazil
- Jezik/porijeklo: porodica gé.
- Populacija: †
- Kultura:
- Vanjske poveznice:

Akuriyó. Ostali nazivi: Acuria
- Lokacija: Surinam
- Jezik/porijeklo: Karipski narodi. Srodni s Urukuyana i Cumayena.
- Populacija: 40 do 50 (1977 WT).
- Kultura:
- Vanjske poveznice:

Akweya-Yachi. Ostali nazivi:
- Lokacija: Benue, Nigerija
- Jezik/porijeklo:
- Populacija:
- Kultura:
- Vanjske poveznice:

Alabama, ostali nazivi:
- Lokacija. u domorodačko doba Alabama, danas Teksas
- Jezik/porijeklo: porodica muskogee.
- Populacija:
- Kultura:
- Vanjske poveznice:

Alacaluf, ostali nazivi: Halakwulup
- Lokacija: južni Čile
- Jezik/porijeklo: porodica alakaluf.
- Populacija:
- Kultura: ribari.
- Vanjske poveznice:

Alago. Ostali nazivi: Arago
- Lokacija: Piateau, Nigerija
- Jezik/porijeklo: benue-kongoanski narodi
- Populacija: 35,000 (1973 SIL).
- Kultura:
- Vanjske poveznice:

Alas. Ostali nazivi:
- Lokacija: sjeverna Sumatra, Indonezija.
- Jezik/porijeklo: dijalekt alas, jezik batak alas-kluet. Po imenima klanova i jeziku srodni su Batakima, malajsko-polinezijski narodi.
- Populacija (2007): 88,000; 80,000 (1989).
- Kultura: farmeri i uzgajivači stoke. Proširene obitelji žive u jednoj kući, sela-kute se sastoje od jednog ili više klanova. Muslimani, ali utjecaj ima i dukun-šaman.
- Vanjske poveznice:

Alawa. Ostali nazivi: Alaua, Allawa, Allaua, Allua, Allowa, Alowa, Leealowa, Kallaua, Allowiri, Allaura, Galleewo
- Lokacija: Sjeverni teritorij, Australija
- Jezik/porijeklo: australski, porodica Mara.
- Populacija (2007):
- Kultura:
- Vanjske poveznice:

Albanci, ostali nazivi: Arbanasi, Arnauti, Šiptari.
- Lokacija. uglavnom Albanija. Nadalje Gegi u 7 država, Toski u 11 država.
- Jezik/porijeklo: albanski jezik. Dijalekti: gegijski i toskijski. Izolirani, indoeuropska porodica, mogućeg ilirskog porijekla.
- Populacija: vidi pod Gegi i Toski.
- Kultura:
- Vanjske poveznice:

Aleuti. Ostali nazivi: Unangan, Oonangan, Алеуты (ruski)
- Lokacija: Aleuti; 2,000 etničkih u SAD (1977 SIL) na otoku Atka.
- Jezik/porijeklo: Eskimo-Aleut
- Populacija (2007):
- Kultura:
- Vanjske poveznice:

Algonquin. Ostali nazivi: Algonkin
- Lokacija: Quebec i Ontario, Kanada.
- Jezik/porijeklo: Algonkin.
- Populacija: 5,000 (1987 SIL)
- Kultura:
- Vanjske poveznice:

Aliutori. Ostali nazivi: elutel'u (endonim)
- Lokacija: Rusija
- Jezik/porijeklo:
- Populacija (2007):
- Kultura:
- Vanjske poveznice:

Alngith (Alngid) →Winduwinda
Altajci. Ostali nazivi: Ojroti, Алтайцы (ruski)
- Lokacija: Rusija
- Jezik/porijeklo:
- Populacija (2007):
- Kultura:
- Vanjske poveznice:

Altajski narodi, porodica naroda, koja se klasificira ponekad u širu uralsko-altajsku porodicu. Osnovna je podjela na turske, mongolske i tunguske narode.
 Aluna (Južna Australija) →Antakirinja 
 Aluna (Sjeverni teritorij) →Aranda 
 Aluna (Južna Australija) →Jangkundjara 
 Aluna (Sjevwerni teritorij) →Matuntara 
Alura. Ostali nazivi: Allura, Hallurra, Nallura.
- Lokacija: Sjeverni teritorij, Australija
- Jezik/porijeklo: australski.
- Populacija (2007):
- Kultura:
- Vanjske poveznice:

 Aluridja →Kukatja
 Alyawarr (Alyawara) →Iliaura
Amanayé. Ostali nazivi: Amanaié, Amanagé, Amanajé, Manajé, Manaié.
- Lokacija: Pará, Maranhão, Brazil
- Jezik/porijeklo: Tupi-Guarani. Ogranci: Ararandeuara.
- Populacija:
- Kultura:
- Vanjske poveznice:

Amawáka. Ostali nazivi: Amahuaca, Amahuaka
- Lokacija: Acre, Brazil; rijeke Sepahua, Curiuja, Upper Ucayali, Inuya, Mapuya i Purus, Peru
- Jezik/porijeklo: porodica Pano
- Populacija: 500 u Peru; 220 u Brazilu (1995 SIL);
- Kultura:
- Vanjske poveznice:

Amangu. Ostali nazivi: Amandyo, Geraldton tribe, Merenji, Ying, Champion Bay tribe.
- Lokacija: Zapadna Australija, Australija
- Jezik/porijeklo: australski.
- Populacija (2007):
- Kultura: lovci, ribari i obrađivači tla.
- Vanjske poveznice:

 Amarag (Wureidbug,) →Amarak
Amarak. Ostali nazivi: Amarag, Amuruk, Amurag, Amurrak, Ngamurak, Ngamurag, Umoriu, Umoreo.
- Lokacija: Sjeverni teritorij, Australija
- Jezik/porijeklo: australski, porodica Yiwaidja
- Populacija (2007):
- Kultura:
- Vanjske poveznice:

Amarakaeri. Ostali nazivi:
- Lokacija: rijeke Madre de Dios i Colorado, Peru
- Jezik/porijeklo: Arawak, Harakmbet.
- Populacija: 500 (1987 SIL)
- Kultura:
- Vanjske poveznice:

Amijangal. Ostali nazivi: Ami.
- Lokacija: Sjeverni teritorij, Australija
- Jezik/porijeklo: australski, porodica Daly.
- Populacija (2007):
- Kultura:
- Vanjske poveznice:

Amikuân. Ostali nazivi: Amikwan, Amikoana
- Lokacija: Amapá, Brazil
- Jezik/porijeklo: neklasificirani
- Populacija:
- Kultura:
- Vanjske poveznice:

Amo. Ostali nazivi:
- Lokacija: Piateau, Nigerija
- Jezik/porijeklo: benue-kongoanski narodi
- Populacija: 3,550 (1950.)
- Kultura:
- Vanjske poveznice:

Amuesha. Ostali nazivi: Amuexa. Sebe zovu Yanesha.
- Lokacija: rijeke Pachitea i Perene, Peru
- Jezik/porijeklo: Arawak, prije kalsificirani samostalnoj porodici Lorenzo
- Populacija: 4,000 do 8,000 (1986 SIL).
- Kultura:
- Vanjske poveznice:

Amundáwa. Ostali nazivi: Amondawa
- Lokacija: Rondônia, Brazil
- Jezik/porijeklo: Kawahib, Tupi-Guarani
- Populacija:
- Kultura:
- Vanjske poveznice:

Amuzgo. Ostali nazivi: Amusgo
- Lokacija: Oaxaca i Guerrero, Meksiko
- Jezik/porijeklo: Oto-Mangue, Amuzgo.
- Populacija:
- Kultura:
- Vanjske poveznice:

Narodi svijeta An